# Marek Długosz
Marek Długosz (ur. 8 września 1973 we Wrocławiu, zm. 7 maja 2010 tamże) – gitarzysta (solista i kameralista), laureat międzynarodowych konkursów gitarowych, m.in. w Gdańsku, Viareggio (Włochy) oraz Stafford (Anglia). Współzałożyciel i prezes Wrocławskiego Towarzystwa Gitarowego, dyrektor organizacyjny Wrocławskiego Festiwalu Gitarowego, pomysłodawca i dyrektor artystyczny Świdnickiego Festiwalu Gitarowego.
Ukończył Państwową Szkołę Muzyczną II stopnia we Wrocławiu w klasie gitary Jana Prochownika. Następnie studiował grę na gitarze u Marka Zielińskiego oraz w Wiedniu u Konrada Raggossniga i Aleksandra Swete.
Grał utwory klasyczne, jazz, flamenco, bossa novy, muzykę latynoską.